# Мирошка Несдинич
Мирошка Несдинич (Мирослав Несдинич) (умер в 1204 году) — новгородский посадник с 1189 года до 1204 года.
В 1189 году новгородцы, отняв посадничество у Михаля, дали его Мирошке Несдиничу. В качестве посадника упоминается в Договорной грамоте Новгорода с Готским берегом и немецкими городами, составленной в 1191—1192 годах.
В 1195 году новгородцы послали его к князю Всеволоду Юрьевичу, вместе с Борисом Жирославичем и ещё двоими боярами Фомой и Иваном просить чтобы тот прислал своего сына князем в Новгород. После их отбытия, узнав об этом, в Новгород с негодованием вернулся князь Ярослав Владимирович. Всеволод же новгородскую делегацию Мирошки Несдинича не пустил назад в Новгород. На следующий год (1196 год) Всеволод пошёл на Чернигов с половцами, а Мирошку, Фому и Ивана он взял собой, послав Бориса Жирославича, велел новгородцам с Ярославом Владимировичем идти в Луки. Но когда Всеволод вернулся домой из делегации отпустил только Фому, а новгородцы за это разгневались и на Юрьев День изгнали Ярослава княжить в Торжок. Мирошка Несдинич вернулся в Новгород только в 1197 году.
В 1200 году Всеволод Юрьевич вывел Ярослава из Новгорода и велел идти к нему вместе с посадником Мирошкой Несдиничем и владыкой новгородским архиепископом Мартурием, по пути на озере Селигер архиепископ умер. Вернулся Мирошка Несдинич с новым князем — четырёхлетним сыном Всеволода, Святославом.
В 1201 году при отражении набега Литвы на Ловати, в числе пятнадцати новгородцев погибает его сын Лука.
Перед смертью в 1204 году, «постригся у святого Георгия» (Юрьев монастырь), передал посадничество Михалко Степанычу. Погребён в Георгиевском соборе монастыря.